# بن جاگو
بن جاگو (انگلیسی: Ben Jago؛ زادهٔ ۴ سپتامبر ۱۹۹۶) بازیکن فوتبال اهل بریتانیا است.
از باشگاه‌هایی که در آن بازی کرده‌است می‌توان به باشگاه فوتبال ترانمره راورز و باشگاه فوتبال هاید اشاره کرد.